# Општина Мичешти (Арђеш)
Мичешти (рум. Miceşti) општина је у Румунији у округу Арђеш.
Oпштина се налази на надморској висини од 397 m.